# 石川英郎
石川 英郎（いしかわ ひでお、1969年12月13日 - ）は、日本の男性声優、ナレーター。兵庫県西宮市出身。青二プロダクション所属。

## 略歴
相愛大学音楽学部声楽学科にてオペラを学ぶ。のちに大学を辞めて声優に転向。関西から上京し、青二塾東京校第12期として入所する。青二塾の同期に緒方恵美、阪口大助、笠原留美、新山志保、山田真一らがいる。

## 人物
音楽家の父の影響で幼少期から音楽に親しんでいた。高校生のころ勉強が苦手だった石川は卒業後の進路は得意な格闘技関連または音楽関連しかないと考えた。ある程度歌に自信のあった石川は相愛大学音楽学部声楽学科に進む。声楽家を目指していたわけではないが、いつの間にかオペラを始めていたという。オペラには手の仕草や表情の演技も必要だったため、芝居の勉強を目的として養成所に入所。やがて芝居そのものに関心を持つようになり、大学をやめて演劇の道を志す。演劇以外にも歌や喋り、DJといった仕事にも興味があり、そのことを養成所の先生に話したところ声優が希望に合うのではないかとアドバイスをもらう。声優になった経緯については「気がついたら声優の仕事をしていた」「大学時代にやっていたオペラがきっかけと言えるのかもしれない」と語っている。
青二塾東京校の入所を経て、青二プロダクションに所属。事務所に入って最初の仕事は、企業向けビデオの顔出しでの出演である。その後、CSでのボイスオーバーのレギュラーが決まる。同時期にCS-PCM音声放送のラジオ『ウルトラ・マニア・バンザイ』という番組の1コーナー「目指せ!声優甲子園」にレギュラー出演する。これはラジオパーソナリティである神谷明が新人を鍛える企画で、石川もいろいろと指導を受けたため、声優の師匠は神谷明だとしている。尊敬している声優も神谷の名を挙げており、OVA版『ゲッターロボ』で神谷と同じ流竜馬役を演じられたことは「すごく感慨深い」と述べている。また同じく神谷の役である『北斗の拳』のケンシロウもPSP用ゲーム『ラオウ外伝 天の覇王』で演じている。
UWFインターナショナルのリングアナウンサーをしていた時期があり、とある静岡の第一試合で入場コールの際スティーブ・ネルソンという選手の名前を噛んでしまい観客から失笑を買ってしまった事がある。
音域はC2 - C4。方言は関西弁。
資格は柔道二段。趣味は猫と遊ぶ、ウォーキング、自転車、麻雀、パチスロ。特技は声楽。

## 出演
太字はメインキャラクター。

### テレビアニメ
1993年
- 蒼き伝説シュート!（1993年 - 1994年、2年生A、小池、沢野）
- 剣勇伝説YAIBA（警備員、パンクス）
- GS美神（飛行士、父親、悪霊、新郎、運転手）
- SLAM DUNK（1993年 - 1996年、テルオ、良、小田竜政、福田吉兆、森重寛 他）
- ツヨシしっかりしなさい（1993年 - 1994年、男子生徒A、男性、アナウンサー、男性A、ウェイター、男B）
- 美少女戦士セーラームーン シリーズ（1993年 - 1995年、運転手、男、とびきり野郎、レポーター） - 2シリーズ

1994年
- キャプテン翼J（早田誠、片桐宗政）
- 真拳伝説タイトロード（黒龍、船員）
- ドラゴンボールZ（僧侶、部下A、部下、係員(2)）

1995年
- 黄金勇者ゴルドラン（海賊B）
- キテレツ大百科（漫才師）

1996年
- 赤ちゃんと僕（公治）

1998年
- 星方武侠アウトロースター（シルグリ人、神父）
- 中華一番!（シイホウ、ライホウ）
- バブルガムクライシス TOKYO 2040（マサキ）
- 万能文化猫娘（池波栄一）
- 魔法のステージファンシーララ（相川ひろや）
- ロードス島戦記-英雄騎士伝-（ランディ）

1999年
- ゴクドーくん漫遊記（花夜皇子、インドラ神）
- GTO（ヒデオ）
- ジバクくん（激）

2000年
- 銀装騎攻オーディアン（橘了）
- グラビテーション（上杉樹把）
- BOYS BE…（剣城美彦）
- 無敵王トライゼノン（牧之原刃）
- 六門天外モンコレナイト（ロンゲギルマン）
- ONE PIECE（2000年 - 2024年、フルボディ、スタンセン）

2001年
- The Soul Taker 〜魂狩〜（右門）
- テイルズ オブ エターニア THE ANIMATION（ジョン、ノーム）
- まみむめ★もがちょ（DJマッシュ、Dr.アフロ）
- RAVE（シュナイダー）

2002年
- 超重神グラヴィオン（2002年 - 2004年、謎の男、イワン、ヒヨコ売り） - 2シリーズ
- 爆闘宣言ダイガンダー（カルバン）

2003年
- AVENGER（ジェイド）
- クラッシュギアNitro（マルコ）
- GetBackers-奪還屋-（兄貴）
- 神魂合体ゴーダンナー!!（マックス）
- 探偵学園Q（2003年 - 2004年、遠山金太郎）
- ちびまる子ちゃん（ロック兄ちゃん）
- NARUTO -ナルト-（2003年 - 2005年、うちはイタチ）

2004年
- BLEACH（2004年 - 2012年、浮竹十四郎）
- リングにかけろ1（2004年 - 2011年、志那虎一城） - 4シリーズ

2005年
- GIRLSブラボー second season（藤井）
- トランスフォーマー ギャラクシーフォース（ドレッドロック）
- 遙かなる時空の中で-八葉抄-（虹の化身）

2006年
- イノセント・ヴィーナス（司馬虎二）
- 金色のコルダ シリーズ（2006年 - 2009年、金澤紘人） - 2シリーズ
- DEATH NOTE（2006年 - 2007年、伊出英基、レイ・ペンバー）
- NIGHT HEAD GENESIS（田中仁）
- マージナルプリンス〜月桂樹の王子達〜（スタニスラフ・ニコライエヴィッチ・ソクーロフ）

2007年
- 逆境無頼カイジ（船井譲次）
- しおんの王（山村香太郎）
- NARUTO -ナルト- 疾風伝（2007年 - 2016年、うちはイタチ）

2008年
- 狂乱家族日記（デカメロン、客〈生物兵器〉）
- 地獄少女 三鼎（丹下英人）
- 素敵探偵ラビリンス（和泉勘太郎）
- ポルフィの長い旅（クロード）
- Mnemosyne-ムネモシュネの娘たち-（島崎省吾）

2009年
- Phantom 〜Requiem for the Phantom〜（アイザック・ワイズメル）

2010年
- テガミバチ（2010年 - 2011年、サンダーランドJr.） - 2シリーズ
- バトルスピリッツ ブレイヴ（2010年 - 2011年、ラーゼ）
- 遊☆戯☆王5D's（2010年 - 2011年、Z-ONE）

2011年
- 俺たちに翼はない（軽部狩男）
- GOSICK -ゴシック-（ウォン・カーイ）

2012年
- 戦姫絶唱シンフォギア（2012年 - 2019年、風鳴弦十郎） - 5シリーズ
- NARUTO -ナルト- SD ロック・リーの青春フルパワー忍伝（うちはイタチ）
- はぐれ勇者の鬼畜美学（鬼塚剣哉）

2014年
- 金色のコルダ Blue♪Sky（土岐蓬生）
- ヒーローバンク（天王寺龍牙）
- 魔弾の王と戦姫（エミール）

2015年
- 俺物語!!（痴漢〈元痴漢〉）
- 新あたしンち（実況アナウンサー）
- 戦国無双（豊臣秀吉）
- ディスク・ウォーズ:アベンジャーズ（ブリザード）

2016年
- アルスラーン戦記 風塵乱舞（ペラギウス）
- Occultic;Nine -オカルティック・ナイン-（橋上諫征）
- 紅殻のパンドラ（ミスター・チキン）
- コンクリート・レボルティオ〜超人幻想〜THE LAST SONG（竜神アサヒ）
- ドラえもん（テレビ朝日版第2期）（男）
- 名探偵コナン エピソード“ONE” 小さくなった名探偵（岸田）

2017年
- クレヨンしんちゃん（イケメン消防士）
- UQ HOLDER! 〜魔法先生ネギま!2〜（灰斗 / 人狼）

2018年
- フューチャーカード バディファイトX（ちびパンダの先祖）
- 名探偵コナン（2018年 - 2025年、犯人、シルエットの男 / 青野健吾、本間健介、岡本寛之）
- パズドラ（2018年 - 2025年、アナウンサー、実況アナウンサー）
- 美男高校地球防衛部HAPPY KISS!（プロデューサー）
- 夢王国と眠れる100人の王子様（ユアン）
- マーベル フューチャー・アベンジャーズ（ブリザード）
- ジョジョの奇妙な冒険 黄金の風（ポルポ）
- 聖闘士星矢 セインティア翔（一角獣星座の邪武）

2019年
- ゲゲゲの鬼太郎（第6作）（翔平）

2020年
- ＜Infinite Dendrogram＞-インフィニット・デンドログラム-（ローガン・ゴッドハルト / 将軍）

2021年
- 回復術士のやり直し（ゲオルギウス）
- デジモンアドベンチャー:（バンチョーマメモン）
- ゲッターロボ アーク（流竜馬）

2022年
- 幻想三國誌 -天元霊心記-（将軍〈曹操〉）
- ラブオールプレー（島村先生）
- 組長娘と世話係（辰元）
- 宇崎ちゃんは遊びたい!ω（宇崎藤生）
- BLEACH 千年血戦篇（2022年 - 2024年、浮竹十四郎） - 3シリーズ

2023年
- 冒険大陸 アニアキングダム（ナレーション）
- 逃走中 グレートミッション（2023年 - 2025年、アブラム ゴルドー、飛松薫）

2024年
- キン肉マン 完璧超人始祖編（2024年 - 2025年、ノック） - 2シリーズ
- アサティール2 未来の昔ばなし（アスィール）

2025年
- 妖怪学校の先生はじめました!（入道一）

### 劇場アニメ
1993年
- ろくでなしBLUES 1993（弘之）

1994年
- 餓狼伝説 -THE MOTION PICTURE-（作業員C）
- スラムダンク 全国制覇だ! 桜木花道（峰健太）

1995年
- はじまりの冒険者たち レジェンド・オブ・クリスタニア（結界の民）

2004年
- 聖闘士星矢 天界編 序奏〜overture〜（邪武）

2006年
- BLEACH（2006年 - 2010年、浮竹十四郎） - 4作品

2012年
- ROAD TO NINJA -NARUTO THE MOVIE-（うちはイタチ）

2014年
- 劇場版 ゆうとくんがいく（実況）

2016年
- 同級生（原学）

2017年
- 名探偵コナン から紅の恋歌（矢島俊弥）

### OVA
1994年
- 鬼切丸（1994年 - 1995年、暴走族、警官）
- グラップラー刃牙（武闘家）
- 新・キューティーハニー（アドニス）

1995年
- ウダウダやってるヒマはねェ!（紅狼星志郎）
- 結婚 〜Marriage〜（加藤勇祐）
- BE-BOP-HIGHSCHOOL（佐々木）

1996年
- 超人学園ゴウカイザー（朝比奈亮 / プラトニックツインズ）
- ボンバーマン 勇気をありがとう 私が耳になる

1998年
- 新・男樹（村田京太郎）
- ダイノゾーン（ダイノプテラ）
- 真（チェンジ!!）ゲッターロボ 世界最後の日（流竜馬）

1999年
- Weiß kreuz（アキラ）
- グラビテーション（上杉樹把）
- 卒業M〜オレ達のカーニバル〜（加藤勇祐）
- 超神姫ダンガイザー3（1999年 - 2001年、高官、カルマ）

2000年
- 真ゲッターロボ対ネオゲッターロボ（流竜馬）

2002年
- 私立荒磯高等学校生徒会執行部（時任稔）

2003年
- 聖闘士星矢 冥王ハーデス十二宮編（邪武）

2004年
- 機動戦士ガンダム MS IGLOO（オリヴァー・マイ）
- 新ゲッターロボ（流竜馬）
- BLEACH（2004年 - 2008年、浮竹十四郎） - 3作品
- Re:キューティーハニー（早見青児）

2005年
- ファイナルファンタジーVII アドベントチルドレン（ケット・シー）

2007年
- 聖闘士星矢 冥王ハーデス冥界編 後章（邪武）

2008年
- 聖闘士星矢 冥王ハーデスエリシオン編（邪武）

2010年
- ドラゴンボール 超サイヤ人絶滅計画（ハッチヒャック）

2011年
- 聖闘士星矢 THE LOST CANVAS 冥王神話（オネイロス）

2014年
- ファンタジスタステラ（本田圭佑）※コミックス第8・9巻DVD付き限定版
- WILD ADAPTER（時任稔）

2015年
- 一騎当千 Extravaganza Epoch（宝蔵院胤舜）
- ファンタジスタステラ（本田圭佑）※コミックス第10巻DVD付き限定版

### Webアニメ
- 聖闘士星矢: Knights of the Zodiac（2019年、ユニコーン邪武）

### ゲーム
1993年
- アネット再び（偽王女の手下A）
- オーロラクエスト おたくの星座 IN ANOTHER WORLD（ブリトラ）

1994年
- カイザーナックル（月光）
- ソル・モナージュ（ボンゴレ）
- ドラゴンボールZ 真サイヤ人絶滅計画 -宇宙編-（ハッチヒャック）
- 美少女戦士セーラームーン Collection（学校の先生）

1995年
- 超人学園ゴウカイザー（キャプテン・アトランティス）
- ツインビーヤッホー! ふしぎの国で大あばれ!!（エース）
- テレビアニメ スラムダンク2 IH予選完全版!!（福田吉兆）

1996年
- 闘神伝URA（闘神兵）

1997年
- トゥルー・ラブストーリー〜Remember My Heart〜（大須賀亨）
- マネーアイドルエクスチェンジャー（坂田ビリィバーヴ〈マッカーモーカリー〉）
- ラングリッサーIV（リッキー）
- ラングリッサーI&II（テイラー）

1998年
- デストレーガ（グラッド）
- ブラッディロア（1998年 - 2002年、ユーゴ） - 3作品
- みつめてナイト（ジョアン・エリータス）

1999年
- 奏（騒）楽都市OSAKA（辻巻・元治）

2000年
- 決戦（井伊直政）
- テイルズ オブ エターニア（ロエン・ラーモア、ノーム）

2001年
- Apocripha/0（ルビイ）
- 逮捕しちゃうぞ（有栖川亮介）
- ファイナルファンタジーX（アーロン）
- From TV animation ONE PIECE とびだせ海賊団!（フルボディ）
- ロックマンX6

2002年
- 俺の下であがけ（樋口崇文）
- キングダム ハーツ（レオン〈スコール・レオンハート〉）
- THE 女の子のための恋愛アドベンチャー 〜硝子の森〜（荻原恭平）
- 三國志戦記（趙雲）
- ゼノサーガシリーズ（2002年 - 2006年、ケビン・ウィニコット） - 5作品
- テイルズ オブ デスティニー2（ピエール・ド・シャルティエ）
- テイルズ オブ ファンダム Vol.1（ロエン・ラーモア、ノーム）
- 封神演義2（海棠）
- RAVE 〜未完の秘石〜（シュナイダー）

2003年
- ヴィーナス&ブレイブス〜魔女と女神と滅びの予言〜（ジーク）
- 金色のコルダ（2003年 - 2009年、金澤紘人） - 5作品
- 三國志戦記2（孫策）
- 真・三國無双3（2003年 - 2004年、周泰） - 3作品
- 探偵学園Q 奇翁館の殺意（遠山金太郎）
- ドリームミックスTV ワールドファイターズ（シモン・ベルモンド、ユーゴ）
- 信長の野望Online（織田信長）
- ファイナルファンタジーX-2（トーブリ、アーロン）
- ONE PIECE グランドバトル! 3（フルボディ）

2004年
- ACE COMBAT5 THE UNSUNG WAR（アルヴィン・H・ダヴェンポート）
- AIRFORCE DELTA 〜BLUE WING KNIGHTS〜（デビッド"タフガイ"スミス、アルベルト・ウンガー）
- 決戦III（徳川家康、直江兼続、斎藤道三）
- 桜坂消防隊 （本条大地）
- サクラ大戦物語 〜ミステリアス巴里〜（モルガン・カミュ）
- サモンナイト クラフトソード物語2（ゲドー・カムカロッサ）
- DIGITAL DEVIL SAGA アバタール・チューナー（ルーパ）
- Double Reaction!（2004年、佐久間悟） - 2作品
- NARUTO -ナルト- シリーズ（2004年 - 2006年、うちはイタチ） - 5作品

2005年
- キングダム ハーツII（レオン、アーロン）
- 魁!!男塾（剣獅子丸）
- サモンナイト クラフトソード物語 〜はじまりの石〜（ギラン）
- 真・三國無双4（2005年 - 2006年、周泰、水鏡） - 3作品
- STAMP OUT（久川武郎）
- そして僕らは、...and he said（蒼山修平）
- テイルズ オブ エターニア（ロエン・ラーモア、ノーム）
- DIGITAL DEVIL SAGA アバタール・チューナー2（ルーパ）
- 半熟英雄4 〜7人の半熟英雄〜（四次元ボイルド）
- BLEACH 〜ヒート・ザ・ソウル2〜（浮竹十四郎）
- BLEACH GC 黄昏にまみえる死神（浮竹十四郎）
- Yo-Jin-Bo 〜運命のフロイデ〜（椿木泰之丞）※PC版

2006年
- 機動戦士ガンダム クライマックスU.C.（カムナ・タチバナ）
- 新 鬼武者 DAWN OF DREAMS（南光坊天海）
- SpellDown（佐々木健次郎）
- 戦国無双2（2006年 - 2007年、豊臣秀吉） - 3作品
- ダージュ オブ ケルベロス ファイナルファンタジーVII（ケット・シー）
- ダージュ オブ ケルベロス ロスト エピソード ファイナルファンタジーVII（ケット・シー）
- テイルズ オブ デスティニー（PS2版）（シャルティエ、ジョン）
- ひめひび -Princess Days-（2006年 - 2008年、月元忍） - 2作品
- BLEACH 〜ヒート・ザ・ソウル3〜（浮竹十四郎）
- BLEACH DS 蒼天に駆ける運命（浮竹十四郎）
- BLEACH Wii 白刃きらめく輪舞曲（浮竹十四郎）
- ラスト・エスコート〜深夜の黒蝶物語〜（越乃雪悟）

2007年
- Another Century's Episode 3 THE FINAL（流竜馬〈真!〉）
- SDガンダム GGENERATION（2007年 - 2016年、オリヴァー・マイ） - 4作品
- 俺の下でAGAKE（樋口崇文）
- 真・三國無双5（2007年 - 2009年、周泰） - 2作品
- 戦国無双KATANA（豊臣秀吉）
- ドラゴンシャドウスペル（アーサー・グランドハート）
- NARUTO -ナルト- 疾風伝 シリーズ（2007年 - 2013年、うちはイタチ） - 11作品
- BLADESTORM 百年戦争（エドワード黒太子）
- BLEACH 〜ヒート・ザ・ソウル4〜（浮竹十四郎）
- BLEACH 〜ブレイド・バトラーズ2nd〜（浮竹十四郎）
- BLEACH DS 2nd 黒衣ひらめく鎮魂歌（浮竹十四郎）
- 無双OROCHI（豊臣秀吉、周泰）

2008年
- ガーネットクロニクル〜紅輝の魔石〜（ロドッグ）
- ディシディア ファイナルファンタジー（スコール・レオンハート）
- テイルズ オブ デスティニー ディレクターズカット（シャルティエ）
- BLEACH 〜ヒート・ザ・ソウル5〜（浮竹十四郎）
- BLEACH DS The 3rd Phantom（浮竹十四郎）
- BLEACH 〜ソウル・カーニバル〜（浮竹十四郎）
- 無双OROCHI 魔王再臨（豊臣秀吉、周泰）
- ワールド・デストラクション 〜導かれし意思〜（カルナ）
- Wonderland ONLINE（2008年、十蔵） - 3作品

2009年
- 真・三國無双 MULTI RAID（周泰）
- スーパーロボット大戦NEO（流竜馬〈新〉）
- 戦国無双3（2009年 - 2011年、豊臣秀吉、毛利元就） - 4作品
- ディシディア ファイナルファンタジー ユニバーサルチューニング（スコール・レオンハート〈日本語版戦闘ボイス〉）
- 北斗の拳 ラオウ外伝 天の覇王（ケンシロウ）
- ドラゴンボール レイジングブラスト2（ハッチヒャック）
- BLEACH 〜ヒート・ザ・ソウル6〜（浮竹十四郎）
- BLEACH 〜ソウル・カーニバル2〜（浮竹十四郎）
- 無双OROCHI Z（豊臣秀吉、周泰）

2010年
- 機動戦士ガンダム エクストリームバーサス（オリヴァー・マイ） - PS3版
- 金色のコルダ3（土岐蓬生）
- 斬撃のREGINLEIV（テュール）
- 真・三國無双 MULTI RAID 2（周泰）
- TAKUYO Mix Box 〜ファーストアニバーサリー〜（月元忍）
- ドラゴンボールヒーローズ（ハッチヒャック）
- BLEACH 〜ヒート・ザ・ソウル7〜（浮竹十四郎）
- 龍が如く4 伝説を継ぐもの（南大作）

2011年
- 海賊戦隊ゴーカイジャー あつめて変身!35戦隊!（ゾドマス）
- 機動戦士ガンダム 新ギレンの野望（オリヴァー・マイ）
- 真・三國無双6（2011年、周泰、賈詡） - 3作品
- 真・三國無双 NEXT（周泰、賈詡）
- 聖闘士星矢戦記（一角獣星座邪武）
- 戦国無双 Chronicle（豊臣秀吉、毛利元就）
- 戦場のヴァルキュリア3（ラムゼイ・クロウ）
- スーパーロボット大戦シリーズ（2011年 - 2021年、流竜馬） - 9作品
- ディシディア デュオデシム ファイナルファンタジー（スコール・レオンハート）
- TROY無双（デイポボス）
- ドラゴンボールヒーローズ（2011年 - 2017年、ハッチヒャック） - 5作品
- ファイナルファンタジー零式（カトル・バシュタール）
- BLEACH ソウル・イグニッション（浮竹十四郎）
- 無双OROCHI 2（周泰、賈詡、豊臣秀吉、毛利元就）
- 遊☆戯☆王ファイブディーズ タッグフォース6（ゾーン）

2012年
- イース セルセタの樹海（サンチョ）
- 真・三國無双 VS（賈詡）
- 戦国無双 Chronicle 2nd（豊臣秀吉、毛利元就）
- Phantom -PHANTOM OF INFERNO-（アイザック・ワイズメル） - Xbox 360版
- 龍が如く5 夢、叶えし者（金井）

2013年
- 金色のコルダ3 フルボイス Special（土岐蓬生）
- 真・三國無双7（周泰、賈詡）
- 真・三國無双7 猛将伝（周泰、賈詡）
- 聖闘士星矢 ブレイブ・ソルジャーズ（邪武）
- テイルズ オブ ハーツ R（ガラド・グリナス）
- 無双OROCHI2 Ultimate（周泰、賈詡、豊臣秀吉、毛利元就）

2014年
- CV 〜キャスティングボイス〜（相葉健）
- 金色のコルダ3 AnotherSky feat.天音学園（土岐蓬生）
- 金色のコルダ3 AnotherSky feat.至誠館（土岐蓬生）
- 金色のコルダ3 AnotherSky feat.神南（土岐蓬生）
- 魁!!男塾 〜日本よ、これが男である!〜（富樫源次）
- 三国志英歌
- 真・三國無双7 Empires（周泰、賈詡）
- スーパーヒーロージェネレーション（ショッカーグリード）
- 戦国無双 Chronicle 3（豊臣秀吉）
- 戦国無双4（豊臣秀吉、毛利元就）
- NARUTO -ナルト- 疾風伝 ナルティメットストームレボリューション（うちはイタチ）
- ヒーローバンク2（天王寺龍牙）
- 嫁コレ（土岐蓬生）
- 龍が如く 維新!（吉田稔麿）

2015年
- 運命の恋をしたオトナたち（今咲翔太）
- 英雄伝説 空の軌跡 FC Evolution（シード、ジャン）
- グランブルーファンタジー（2015年 - 2022年、ザザ、ディアボロス / ゼノ・ディアボロス）
- 重装機兵レイノス（ロック・スタイナー少佐）
- 聖闘士星矢 ソルジャーズ・ソウル（邪武）
- 戦国無双4-II（豊臣秀吉、毛利元就）
- 戦国無双4 Empires（豊臣秀吉、毛利元就）
- タイムクライシス5（キース・マーティン）
- ディシディア ファイナルファンタジー（スコール・レオンハート）
- BLEACH Brave Souls（浮竹十四郎）

2016年
- 金色のコルダ4（土岐蓬生）
- スーパーロボット大戦OG ムーン・デュエラーズ（アル＝ヴァン・ランクス）
- NARUTO -ナルト- 疾風伝 ナルティメットストーム4（うちはイタチ）
- リゾートへようこそ 〜総支配人は恋をする〜（アシュリー・フォレスター）
- ワールド オブ ファイナルファンタジー（スコール）
- セブンナイツ（テオ）

2017年
- 戦姫絶唱シンフォギアXD UNLIMITED（風鳴弦十郎）
- いただきストリート ドラゴンクエスト&ファイナルファンタジー 30th ANNIVERSARY（スコール）
- 金色のコルダ2 ff（金澤紘人）

2018年
- 金色のコルダ3 AnotherSky feat.神南/至誠館/天音学園（土岐蓬生）
- 真・三國無双8（周泰、賈詡）
- 大乱闘スマッシュブラザーズ SPECIAL（シモン・ベルモンド、Miiファイター〈タイプ9〉）
- ディシディア ファイナルファンタジー NT（スコール・レオンハート）
- 無双OROCHI 3（周泰、賈詡、豊臣秀吉、毛利元就）
- ネギマテ UQ HOLDER! 〜魔法先生ネギま!2〜（灰斗）

2019年
- 金色のコルダ オクターヴ（金澤紘人、土岐蓬生）
- スーパードラゴンボールヒーローズ ワールドミッション（ハッチヒャック）
- テイルズ オブ ザ レイズ（2019年 - 2021年、ピエール・ド・シャルティエ、ガラド・グリナス）
- スーパーロボット大戦DD（2019年 - 2025年、流竜馬、リョウマ、無法松）
- ブレイドエクスロード（スパロ）
- ジョジョのピタパタポップ（ポルポ）

2020年
- キングダムハーツIII（レオン） - DLC追加キャラクター
- A3!（立花幸夫）
- KAMEN RIDER memory of heroez（ナスカ・ドーパント、カマキリヤミー）
- セブンナイツ -時空の旅人-（テオ）
- 機動戦隊アイアンサーガ（流竜馬）

2021年
- 金色のコルダ スターライトオーケストラ（笹塚創）
- 戦国無双5（毛利元就）
- 真・三國無双8 Empires（周泰、賈詡）

2022年
- TRANSFORMERS ALLIANCE（マイスター、アラート、ホイスト、ブラックコンボイ、ダージ）
- ライブアライブ（無法松）

2023年
- 遊戯王 デュエルリンクス（ゾーン）
- Fate/Samurai Remnant（2023年 - 2024年、アサシン / 甲賀三郎）

2024年
- ファイナルファンタジーVII リバース（ケット・シー）
- レナティス（志道竜之介）
- 崩壊3rd（白及）
- グランブルーファンタジー（アリエス）

2025年
- 真・三國無双 ORIGINS（周泰、賈詡）
- 龍が如く8外伝 Pirates in Hawaii（南大作）
- BLEACH Rebirth of Souls（浮竹十四郎）

### 吹き替え

#### 映画
- アルティメットウェポン（アルチョム・コルチン〈デニス・ニキフォロフ〉）
- 狼の街（トミー〈ジェームズ・マースデン〉）
- ゴーストシップ（ドッジ〈ロン・エルダード〉）
- スクービー・ドゥー
- 2 days トゥー・デイズ（ウェス・タイロール〈エリック・ストルツ〉）
- ドゥ・ザ・ライト・シング（ラブ・ダディ〈サミュエル・L・ジャクソン〉）※Netflix版
- ナイト&デイ（ベルンハルト〈フォーク・ヘンチェル〉）
- ラストデイズ（コネリー）
- リンカーン/秘密の書（エイブラハム・リンカーン〈ベンジャミン・ウォーカー〉）

#### ドラマ
- あなたにムチュー（ハーウィー〈スティーブ・ブシェミ〉）
- NCIS 〜ネイビー犯罪捜査班（トーマス・モロー〈アラン・デイル〉）※パラマウントDVD版シーズン1、2
- KAMEN RIDER DRAGON KNIGHT（ヴィック・フレイザー / 仮面ライダーラス）
- ONE PIECE（2023年、フルボディ）

#### アニメ
- 王様と私（皇太子 チュラロンコン）
- トランスフォーマー アニメイテッド（ジャズ[113]）
- バットマン:ブレイブ&ボールド（ドクター・フェイト、カバリェ）

#### 人形劇
- きかんしゃトーマス（ラスティー 他）※フジテレビ版

### ラジオ
- 卒業M シリーズ
  - 卒業クロスワールド（PMC放送：1995年4月 - 6月）
  - Mッテ最高!（TBSラジオ：1997年10月 - 1998年3月）
  - 卒業M+ 真夜中の…?（ニッポン放送：1998年7月 - 9月）
- 電撃大賞（文化放送：1996年4月 - 1998年3月）
- エンペラー黒田のゲーム業界ウラのウラのウラ!（ラジオ日本）
- 石川英郎と森久保祥太郎のあんずジャム（文化放送：1998年10月9日 - 1999年4月2日）
- air marine BALLAD（文化放送：2001年）
- 新鬼武者プロジェクトプレゼンツ 赤鬼のパンツ!青鬼のパンツ!（ラジオ大阪：2005年4月2日 - 2006年4月1日）
- AN'S ALL STARSのAN'S JAM エピソードIII（BBQR：2005年7月1日 - 2006年1月）
- オー!NARUTOニッポン（ラジオ大阪、文化放送：2005年12月度、2007年5月度、2009年12月度マンスリーパーソナリティ）
- BLEACH “B” STATION（ラジオ大阪、ラジオ日本、文化放送：2006年2月、2008年7月度、2010年3月度マンスリーパーソナリティ）
- 石川英郎・森久保祥太郎のあんぷらぐど!（ラジオ大阪：2006年6月11日）
- 工口×工口（こうぐち×こうぐち）→ロンハールーム（ラジオ関西アニたまどっとコム：2007年4月7日 - 、諏訪部順一と共にパーソナリティーを務める）
- NARUTO Radio 疾風迅雷（ラジオ大阪、文化放送：2007年5月度マンスリーパーソナリティー）
- 石川英郎のDear Girl〜Lesson〜（ニコニコアニメチャンネル、超!A&G+：2008年10月7日 - 2009年3月31日）
- 石川英郎と後藤友香里のニコナナキングダム（ニコニコ生放送：2013年11月1日 - 2014年8月3日）
- 内田夕夜・石川英郎の金色のコルダ Blue♪Sky Radio（超!A&G+：2014年4月7日 - 6月30日）[114]

### ラジオドラマ
- VOMIC 暗殺教室（浅野學峯）
- 青山二丁目劇場 「シーサイドハウス」
- 花の慶次（真田幸村）
- 「花の慶次〜雲のかなたに〜」“琉球の章”（尚寧）

### テレビ番組
- コズミックフロント（ボイスオーバー）
- ザ!世界仰天ニュース（声の出演）
- 世界の果てまでイッテQ!（外国人の吹き替え）
- 土曜プレミアム 独占解明 誰がツタンカーメンを殺したのか!?〜謎の少年王・悲劇の生涯〜（声の出演）
- 脳内エステ IQサプリ IQ戦隊カオレンジャーコーナーソング
- 花の声優界! スター☆ボウリング 天下分け目の春の陣! 富士山が境目ですSP（2008年）
- めちゃ²イケてるッ! スモウライダーコーナーソング
- 回胴式遊技機。〜勝利するメダリスト〜 （本人ゲスト出演）

### 特撮
1996年
- ガメラ2 レギオン襲来

1997年
- ウルトラマンティガ（パラサイト宇宙人イルドの声）

2000年
- 未来戦隊タイムレンジャー（恐喝番長フランの声）

2001年
- 百獣戦隊ガオレンジャー（デュークオルグ・プロプラの声）

2009年
- 仮面ライダーディケイド（十面鬼ユム・キミルの声）

2011年
- オーズ・電王・オールライダー レッツゴー仮面ライダー（ショッカーグリードの声、十面鬼の声、イナズマンの声）
- ネット版 オーズ・電王・オールライダー レッツゴー仮面ライダー 〜ガチで探せ！君だけのライダー48〜（1号の声）
- 海賊戦隊ゴーカイジャー（ゾドマスの声）
- 仮面ライダー×仮面ライダー フォーゼ&オーズ MOVIE大戦MEGA MAX（仮面ライダーストロンガーの声）

2012年
- 仮面ライダー×スーパー戦隊 スーパーヒーロー大戦（響鬼の声、ドラスの声 他）

2013年
- 仮面ライダー×スーパー戦隊×宇宙刑事 スーパーヒーロー大戦Z（サボテグロンの声、ザンジオーの声 他）
- ネット版 仮面ライダー×スーパー戦隊×宇宙刑事 スーパーヒーロー大戦乙!〜Heroo!知恵袋〜あなたのお悩み解決します!（ブラックコンドルの声、ファイブレッドの声 他）

2014年
- 平成ライダー対昭和ライダー 仮面ライダー大戦 feat.スーパー戦隊（スカイライダーの声、ジェネラルシャドウの声、ジャーク将軍の声、十面鬼の声）
- 烈車戦隊トッキュウジャー（フィルムシャドーの声）

2015年
- スーパーヒーロー大戦GP 仮面ライダー3号（ライダーマンの声 他）

2017年
- 宇宙戦隊キュウレンジャー（ガメッツイの声）

2021年
- 機界戦隊ゼンカイジャー THE MOVIE 赤い戦い! オール戦隊大集会!!（クダイターの声）
- 機界戦隊ゼンカイジャー（クダイターの声）

### ナレーション

#### テレビ
- FNNスーパーニュース
- エラいところに嫁いでしまった!見どころ大公開スペシャル
- 学校へ行こう!内コーナー「マナーの猫」
- 感動ファクトリー・すぽると! WEEKEND SPECIAL（土曜）
- 趣味悠々・中高年のためのパソコン講座〜ブログに挑戦してみよう
- 天才!志村どうぶつ園
- .COM.COMネットパラダイス
- ナンバー12 熱血サッカー宣言
- 発掘!あるある大事典
- マジック王国
- マネーの虎
- マリオスクール
- マンガノゲンバ
- レッツ!→ザ!情報ツウ→ザ!情報ツウ800→News & Entertainment ザ!情報ツウ（月・火曜）
- 所のジオ玉
- 笑う犬の発見
- グレードA
- 古舘の買い物ブギ
- ねっとパラダイス
- えびす温泉
- Dragon’s Den
- NBA TODAY
- コズミックフロント（ボイスオーバー）
- 人を見た目で判断するな!
- 爆笑問題・太田光VS世界の詐欺師 世界はこうしてダマされた！[117]）
- あなたの知らない千葉ロッテの世界

#### CM
- エバラ食品工業
- キッチン泡ハイター
- コジマ電気
- Amazon Prime Video JP - アマゾンプライムビデオ

#### その他
- 燈の守り人 灯台音声ガイド ⻑崎県⻑崎市 伊王島灯台（2022年[118]）

### CD

#### ドラマCD
- 電撃CD文庫EX ヴァンパイア 〜ザ ナイト ウォーリアーズ〜（ザベル）
- 拝み屋横丁顛末記（エンジェル）
- 俺たちに翼はない ドラマシリーズ第3章 玉泉日和子（軽部狩男）
- 学校であった怖い話S　オリジナルサウンドホラー（荒井昭二）
- 金色のコルダ シリーズ（金澤紘人）
  - 金色のコルダ3 シリーズ（土岐蓬生）
- ザ・キング・オブ・ファイターズ'94（ロバート・ガルシア）
- サムライスピリッツ（タムタム）
- 創竜伝（竜堂終）
- 卒業M（加藤勇祐）
- 超魔神英雄伝ワタル ドラマアルバム3（ムサカ）
- ツインビーPARADISE（エース）
- テイルズ オブ エターニア（ロエン・ラーモア、ノーム、偽ウルタス・ブイ）
  - テイルズ オブ エターニア -LEVEL ONE-
  - テイルズ オブ エターニア -LEVEL TWO-
  - テイルズ オブ エターニア -LEVEL THREE-
  - テイルズ オブ エターニア -LEVEL FOUR-
  - テイルズ オブ エターニア -LEVEL FINAL-
  - テイルズ オブ エターニア Labyrinth 〜forget-me-not〜 上巻・下巻
- テイルズ オブ デスティニー（シャルティエ）
- トゥルー・ラブストーリー（大須賀亨）
- ドラゴン騎士団Ⅴ-風竜篇1-（ラス＝イリューザー）
- ニューヨーク・ニューヨーク（メル・フレデリクス）
- ハイガクラ〜吉里吉里舞〜（峰龍井）
- 伯爵カイン（カイン・C・ハーグリウス）
  - カフカ
  - 切り刻まれ食べられたミス・プディングの悲劇
  - God Child
- パンツァーポリス1935（マイアー）
- 美女と野獣〜星の首飾り〜（ジャンヌ）
- ひめひび -Princess Days- ドラマCD Prince Days -とある王子様たちの慌ただしい日-（月元忍）
- ファイアーエムブレム 旅立ちの章（カイン）
- ファイアーエムブレム 黎明編/紫嵐編（ドーガ）
- 封殺鬼（戸倉聖）
- 魔法使いの娘（篠崎兵吾）
- YASHA-夜叉-（有末静）
- Yo-Jin-Bo（椿木泰之丞）
- ロミオとジュリエット（ティボルト）
- ワイルドアームズ アドバンスド3rd オリジナルドラマ（ギャロウズ）
- WILD ADAPTER 1〜6 （時任稔）
- 私立荒磯高等学校生徒会執行部 （時任稔）
  - 1〜3
  - 帰ってきた！私立荒磯高等学校生徒会執行部 1〜2

#### BLCD
- Angel's Feather（東堂紫苑）
- Apocripha／0 （ルビイ・ジャンクソン）
- 愛だろ、愛!! -山田ユギバンブーセレクションCD-「我が家は楽し」（円）
- あなたの隣に座らせて（鷹宮信仁）
- YELLOW（ゴウ）
- イロメ（白川）
- 少年のフェロモン（木原実）
- 俺の下であがけ シリーズ（樋口崇文）
- 課長の恋（伊藤不二夫）
- 神様の腕の中（ウォン）
- きみには勝てない!（三木寒弥）
- きみのハートに効くサプリ（梅枝）
- キャッスルマンゴー（十亀俊司）
- グラビテーション シリーズ（上杉樹把）
- 恋の案内人（芹沢亨）
- 今宵、君に酔う（永岡熙生）
- 紳士協定を結ぼう!（玖牙守弥）
- STAMP OUT（久川武郎）
- 星陵最恐物語（橋爪祐一）
- ただ一人の男（如月巳波）
- 天の華・地の風（諸葛亮孔明）
- 同級生 シリーズ
  - 同級生（原学）
  - 卒業生（原学）
  - 空と原（原学[119]）
- どうしても触れたくない（外川陽介）
- 花嫁は二度さらわれる（キース・北条）
- ファインダーの標的（劉飛龍）
- ブロードキャストを突っ走れ!（久納卯月）
- ボディーガードは愛を継ぐ（高中紗霧）
- LOVE SEEKER 2・3（瀬戸郁也）

#### 音楽CD
- 金色のコルダ シリーズ（金澤紘人）
  - 金色のコルダ3 シリーズ（土岐蓬生）
- BLEACH BEAT COLLECTION 4th SESSION:02 浮竹十四郎＆志波海燕（石川英郎＆関俊彦）
- OVA卒業M song collection（加藤勇祐）
- 卒業M LOVE SONG COLLECTION（加藤勇祐）
- 百歌声爛 -男性声優編-

#### ラジオCD
- アニたまどっとコム presents 真夏のリレートークCD

### パチスロ
- クローズ（花澤三郎、木島好一）
- 鬼浜爆走愚連隊（リュウジ）
- 鬼浜爆走紅蓮隊 爆音烈士編（リュウジ）

### その他コンテンツ
- ファミ通WaveDVD「ユ・リ・パラストバトル」
- 多摩六都科学館「ドラネコ3匹」シリーズ（長男）
- 「声優グランプリ」公認!声優界<雀王>決定戦! <J-1グランプリ> Vol.1 DVD（2008年）
- 「声優グランプリ」公認!声優界<雀王>決定戦! <J-1グランプリ> Vol.2 DVD（2009年）
- 小野坂シェフのきまぐれクッキング（アニたまSHOP特典DVD）
- MASKED RIDER LIVE&SHOW 〜十年祭〜（仮面ライダー新1号の声）
- 石川英郎のアニ○スタジオ（2011年11月 - 2013年3月、ニコニコ生放送）
- 仮面ライダー×スーパー戦隊×宇宙刑事 スーパーヒーロー大戦Z 公開記念 仮面ライダーウィザード スペシャルイベントZ（ショッカー戦闘員の声）
- 燈の守り人～幻想夜話～（2022年、伊王島灯台[118]）

### ユニット
- E.M.U 作品「卒業M」から派生したユニット。2000年解散。
  - メンバー：緑川光、神奈延年、置鮎龍太郎、石川英郎、阪口大助
- RoST 友人3人で作ったグループ。活動は不定期。
  - メンバー：三木眞一郎、石川英郎、笠原留美
- AN's ALL STARS ラジオから派生したバンド。
  - メンバー：石川英郎、森久保祥太郎、左人忠相、乙部ヒロ、宮城寛
- Tea-Cups 友人同士で作ったグループ。現在活動停止状態。活動の際にはHNで呼ぶ。
  - メンバー：石川英郎（魁）、置鮎龍太郎（しんかた）、野田順子（漣）、松谷彼哉（ぴよ）、ゆかな（ゆかりん）、中山さら（まな）

## ディスコグラフィ

### キャラクターソング
| 発売日   | 商品名                                                          | 歌                                         | 楽曲                                  | 備考                                                    |
| 1998年   | 1998年                                                          | 1998年                                     | 1998年                                | 1998年                                                  |
| -------- | --------------------------------------------------------------- | ------------------------------------------ | ------------------------------------- | ------------------------------------------------------- |
| 6月24日  | JEWELRY LOVE                                                    | 相川ひろや（石川英郎）                     | 「JEWELRY LOVE」                      | テレビアニメ『魔法のステージファンシーララ』挿入歌      |
| 6月24日  | JEWELRY LOVE                                                    | 相川ひろや（石川英郎）                     | 「Birthday Girl」                     | テレビアニメ『魔法のステージファンシーララ』関連曲      |
| 1999年   |                                                                 |                                            |                                       |                                                         |
| 05月01日 | 卒業Mキャラクターズスペシャル・加藤勇祐                         | 加藤勇祐（石川英郎）                       | 「損して得取れ」                      | OVA『卒業M』関連曲                                      |
| 2000年   |                                                                 |                                            |                                       |                                                         |
| 11月20日 | ゲッターロボ・真ボーカルアルバム 聴け魂の声を!叫べ我らとともに! | 流竜馬（石川英郎）                         | 「BURN THE RUN」                      | OVA『真ゲッターロボ 世界最後の日』関連曲                |
| 2005年   |                                                                 |                                            |                                       |                                                         |
| 6月15日  | リングにかけろ1 キャラクターソングス                            | 志那虎一城（石川英郎）                     | 「一心 円月の如し 〜SAMURAI Heart〜」 | テレビアニメ『リングにかけろ』関連曲                    |
| 2008年   |                                                                 |                                            |                                       |                                                         |
| 07月16日 | BLEACH BEAT COLLECTION 4th SESSION:02 浮竹十四郎 & 志波海燕     | 浮竹十四郎（石川英郎）                     | 「言ノ葉」                            | テレビアニメ『BLEACH』関連曲                            |
| 07月16日 | BLEACH BEAT COLLECTION 4th SESSION:02 浮竹十四郎 & 志波海燕     | 浮竹十四郎（石川英郎）、志波海燕（関俊彦） | 「風〜命と誇り〜」                    | テレビアニメ『BLEACH』関連曲                            |
| 2014年   |                                                                 |                                            |                                       |                                                         |
| 6月25日  | 金色のコルダ Blue♪Sky focus on 神南高校                         | 神南高校管弦楽部                           | 「ツィゴイネルワイゼン」              | テレビアニメ『金色のコルダ Blue♪Sky』関連曲             |
| 6月25日  | 金色のコルダ Blue♪Sky focus on 神南高校                         | 神南高校管弦楽部                           | 「死の舞踏」                          | テレビアニメ『金色のコルダ Blue♪Sky』関連曲             |
| 6月25日  | 金色のコルダ Blue♪Sky focus on 神南高校                         | 土岐蓬生（石川英郎）                       | 「Hypnosis〜微睡の罠〜」              | テレビアニメ『金色のコルダ Blue♪Sky』関連曲             |
| 6月25日  | 金色のコルダ Blue♪Sky focus on 神南高校                         | 神南高校管弦楽部                           | 「Andante 〜featuring 神南高校」      | テレビアニメ『金色のコルダ Blue♪Sky』エンディングテーマ |

### シリーズ一覧
1. ↑  第2シリーズ『R』（1993年）、第4シリーズ『SuperS』（1995年）
2. ↑  第1期（2002年）、第2期『Zwei』（2004年）
3. ↑  第1期（2004年）、第2期『-日米決戦編-』（2006年）、第3期『影道編』（2010年）、第4期『世界大会編』（2011年）
4. ↑  テレビシリーズ『〜primo passo〜』（2006年 - 2007年）、スペシャル『〜secondo passo〜』（2009年3月26日・6月5日）
5. ↑  第1期（2010年）、第2期『REVERSE』（2010年 - 2011年）
6. ↑  第1期（2012年）、第2期『G』（2013年）、第3期『GX』（2015年）、第4期『AXZ』（2017年）、第5期『XV』（2019年）
7. ↑  第1クール（2022年）、第2クール『-訣別譚-』（2023年）、第3クール『-相剋譚-』（2024年）
8. ↑  Season 1（2024年）、Season 2（2025年）
9. ↑  『MEMORIES OF NOBODY』（2006年）、『The DiamondDust Rebellion もう一つの氷輪丸』（2007年）、『fade to Black 君の名を呼ぶ』（2008年）、『地獄篇』（2010年）
10. ↑  『BLEACH memories in the rain』（2004年）、『BLEACH The Sealed Sword Frenzy』（2005年）、『BLEACH カラブリ！ 護廷十三屋台大作戦！』（2008年）
11. ↑  『2』（1998年）、『3』（2000年）、『extreme』（2002年）
12. ↑  『エピソードI［力への意志］』（2002年）、『フリークス』『エピソードII［善悪の彼岸］』（2004年）、『I・II』『エピソードIII［ツァラトゥストラはかく語りき］』（2006年）
13. ↑  『金色のコルダ』（2003年）、『金色のコルダ2』『金色のコルダ2 アンコール』（2007年）、『金色のコルダ2 f』『金色のコルダ2 f アンコール』（2009年）
14. ↑  『真・三國無双3』『猛将伝』（2003年）、『Empires』（2004年）
15. ↑  『Double Reaction!』『Double Reaction! PLUS』（2004年）
16. ↑  『激闘忍者大戦!3』『ナルティメットヒーロー2』（2004年）、『激闘忍者大戦!4』『ナルティメットヒーロー3』（2005年）、『ナルティメットポータブル』（2006年）
17. ↑  『真・三國無双4』『猛将伝』（2005年）、『Empires』（2006年）
18. ↑  『戦国無双2』『戦国無双2 Empires』（2006年）、『戦国無双2 猛将伝』（2007年）
19. ↑  『ひめひび -Princess Days-』（2006年）、『ひめひび -Princess days- ぽーたぶる』（2008年）
20. ↑  『SPIRITS』（2007年）、『WORLD』（2011年）、『OVER WORLD』（2012年）、『GENESIS』（2016年）
21. ↑  『真・三國無双5』（2007年）、『Empires』（2009年）
22. ↑  『激闘忍者大戦!EX』『激闘忍者大戦!EX2』『ナルティメットアクセル』『ナルティメットアクセル2』（2007年）、『激闘忍者大戦!EX3』（2008年）、『ナルティメットアクセル3』『ナルティメットストーム』（2009年）、『激闘忍者大戦!SPECIAL』『ナルティメットストーム2』（2010年）、『ナルティメットストームジェネレーション』（2012年）、『ナルティメットストーム3』[66]（2013年）
23. ↑  『Wonderland ONLINE』『Wonderland ONLINE -妖精たちの伝承-』『Wonderland ONLINE-聖殿の守護者-』（2008年）
24. ↑  『戦国無双3』（2009年）、『戦国無双3 猛将伝』『戦国無双3 Z』『戦国無双3 Empires』（2011年）
25. ↑  『真・三國無双6』『Empires』『猛将伝』（2011年）
26. ↑  『第2次Z破界篇』（2011年）、『第2次Z再世篇』（2012年）、『Operation Extend』（2013年）、『第3次Z時獄篇』（2014年）、『第3次Z天獄篇』（2015年）、『X-Ω』（2017年 - 2020年）、『V』（2017年）、『T』（2019年）、『30』（2021年）
27. ↑  『ヒーローズ』（2011年）、『アルティメットミッション』（2013年）、『アルティメットミッション2』（2014年）、『スーパードラゴンボールヒーローズ』（2016年）、『アルティメットミッションX』（2017年）

### ユニットメンバー
1. 1 2  東金千秋（谷山紀章）、土岐蓬生（石川英郎）、芹沢睦（細谷佳正）